# Torrent de Can Vedell
El Torrent de Can Vedell és un torrent que discorre pel terme municipal de Bigues i Riells, al Vallès Oriental, en el territori del poble de Bigues. Es tracta d'un topònim romànic modern o contemporani: el torrent pren el nom de la principal masia per les terres de la qual discorre.
Es forma a prop i al sud-est de Can Vermell i al sud-oest de Can Jeroni per la unió de diversos torrents: el principal, el torrent del Salt de la Núvia, i d'altres torrents que davallen de la zona de Vallroja i el Pla, com el del Sot de Can Cogullada.
Des d'aquest lloc davalla cap al sud-oest, i tot seguit cap al sud, separant la Vallroja i el Pla de la Parròquia de Bigues. Va a buscar el costat de llevant de la masia de Can Vedell, moment en què comença el darrer tram del seu curs, en part canalitzat enmig de les construccions del nou poble de Bigues.
En el darrer tram, que torna a ser a l'aire lliure, discorre pel costat de llevant de Ca n'Ainé, i de seguida s'aboca en el Tenes al sud-est d'aquest antic molí i masia i al sud-oest de Can Gaietà.